# Марк Сервілій Ноніан
Марк Сервілій Ноніан (лат. Marcus Servilius Nonianus; ? — 59) — державний діяч Римської імперії, консул 35 року, історик, відрізнявся блискучим красномовством й бездоганним способом життя. 

## Життєпис
Походив з патриціанського роду Сервіліїв. Син Марка Сервілія, консула 3 року н. е., та Нонії. Був прихильником імператорської влади, підтримував імператорів Тиберія, Калігулу, Клавдія та Нерона. Завдяки цьому в 35 році став консулом разом з Гаєм Цестієм Галлом. Надалі не відігравав помітної ролі в імперії. 

## Творчість
Здебільшого займався історичною наукою. Відомо лише про єдину історичну працю Ноніана, яку він почав з 14 року (тобто з часів панування імператора Тиберія). Від Історії Ноніана нічого не збереглося. Втім, значною мірою цю працю використовував історик Тацит. 

## Родина
Дружина — Консідія
Діти:
- Сервілія Консідія